# Kállai Éva

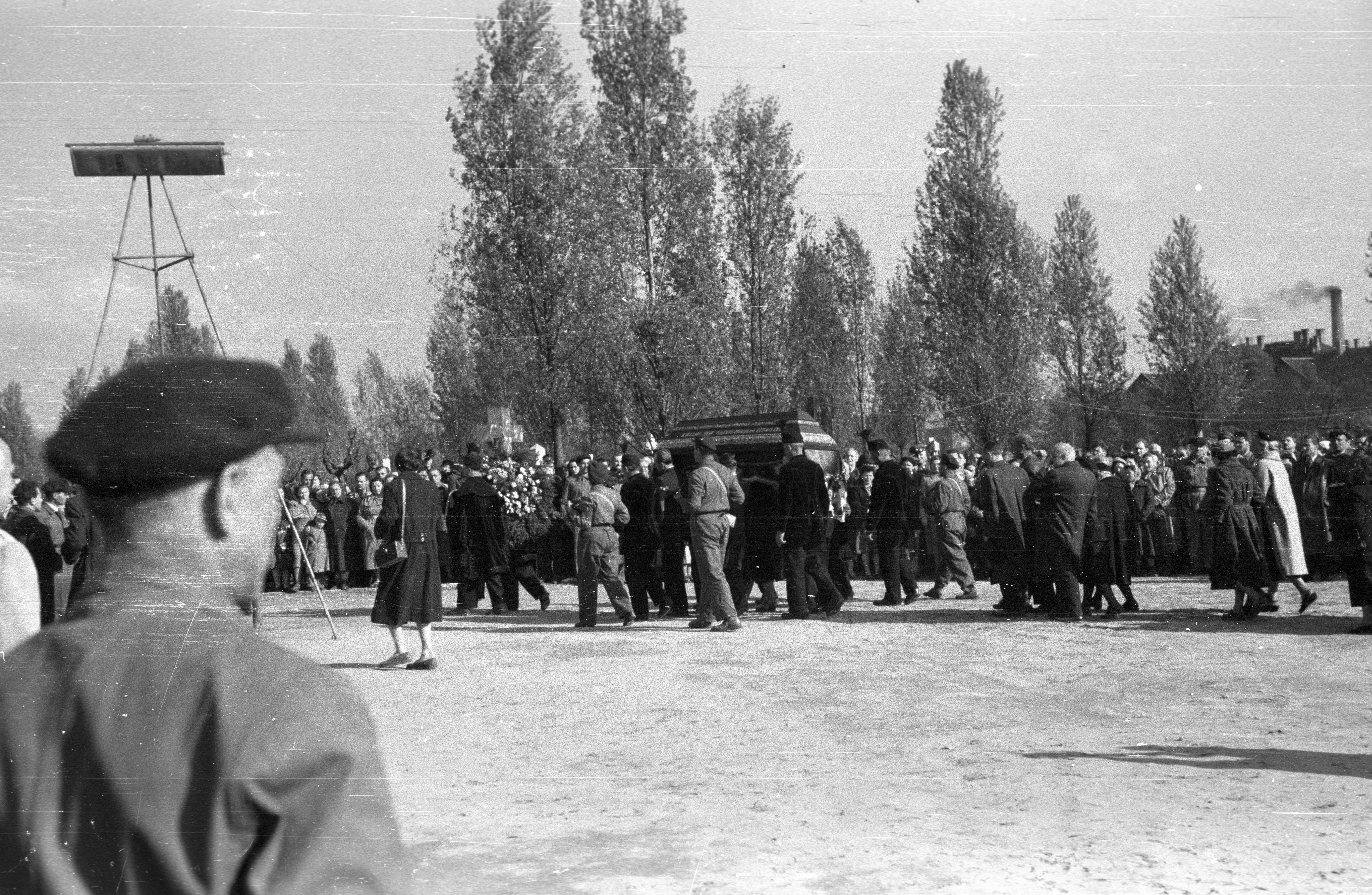
Temetése 1957. április 18-án

Kállai Éva (Budapest, 1917. március 31. – Budapest, Erzsébetváros, 1957. április 14.) tisztviselő, XI. kerületi párttitkár, később a Budapesti Pártbizottság munkatársa, aki Köztársaság téri pártház ostromában szerzett sérülésébe halt bele.

## Életrajz
Kállai Sámuel (1877–1937) kalapossegéd és Bán Netti (Etelka) lánya. Tizenöt évesen egy nagykereskedésben kezdett dolgozni, kifutói, eladói és irodai teendőket látott el. Bátyja esztergályos volt a Weiss Manfréd Acél- és Fémművekben, 1936 őszén ő vitte el húgát a vasas szakszervezet ifjúsági csoportjába. Kállai Éva itt kapcsolódott be a mozgalomba, ezután pedig belépett az Országos Ifjúsági Bizottságba (OIB).
Egy ideig Ságvári Endre munkatársa volt, 1942-től vezette az OIB-t. Pest környékén szervezkedett, Felsőgallán a bányászifjúságot tanította, megismerkedett a proletárréteg életével. 1942 júniusában tartóztatták le, három hetet töltött vizsgálati fogságban az Andrássy-laktanyában, ahol ütlegeléssel próbálták vallomástételre bírni. A gyötrelmek hatására rosszul lett, orvost hívtak hozzá, aki injekciót adott neki, ám a hatása elmaradt. Később letakarták csomagolópapírral, mert halottnak hitték. A hadbíróság 14 hónapra ítélte, melyből tíz hónapot a nagykanizsai internáló táborban töltött, később pedig a Conti utcai börtönben raboskodott.
Szabadulása után 1944. március 22-én tagja lett az illegális KMP-nek, a sajtó munkatársaként dolgozott. 1945-től a VIII. kerületi pártbizottságnál tevékenykedett mint irodavezető, később a Magyar Dolgozók Pártja Budapest XI. kerületi pártbizottságának első titkára lett. 1940-től több évet is börtönben töltött, 1951 és 1953 között pártiskolai igazgatóként működött. 1946-ban házasságot kötött Szántó Miklóssal.
1954 végén nevezték ki az MDP Budapesti Pártbizottság információs csoportjának a vezetőjévé. Az 1956-os forradalom során mindvégig a Köztársaság téri pártházban tartózkodott, csupán egyszer ment haza október 23-a után, hogy láthassa gyermekeit. 1956. október 30-án akkor ugrott le a pártház második emeleti ablakából, amikor a felkelők a folyosón egyre közeledtek szobájához. Hathavi szenvedés után hunyt el. Sírja a Kerepesi úti temetőben található.

## Emlékezete

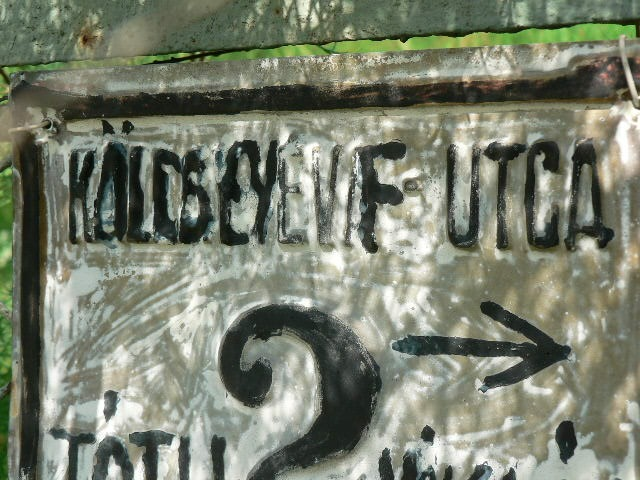
Trükkösen átfestett utcanévtábla Solymáron – még kiolvasható az 1990-ben eltörölt név is

- Budapest VIII. kerületében utca viselte a nevét 1975-től 1991-ig (ma: Alföldi utca).
- Budaörsön utca viselte a nevét (ma: Stefánia utca).
- Solymár kerekhegyi településrészén 1990-ig viselte utca a nevét (ma: Kölcsey utca).
- 1996-ig gimnázium és egészségügyi szakközépiskola viselte a nevét Veszprémben.[8]
- 2010-ig Mosonmagyaróváron utca viselte a nevét.
- 2013-ig Tiszaföldváron utca viselte a nevét (ma: Major Mihály út).
- Utca viseli a nevét Papkeszin[9]
- Utca viseli a nevét Balinka-Mecsértelepen.
- Korábban a budapesti Szemere utcai általános iskola 600. számú,[10] a békéscsabai Conrado Benitez Általános Iskola 4402. sz., az Apostagi Nagy Lajos Általános Iskola, a mezőtúri Kossuth úti Általános Iskola 3428-as sz., Szolnokon a Délibáb úti Általános Iskola 4580-as sz.,valamint a zalaegerszegi Pais Dezső Általános Iskola 1604-es számú úttörőcsapatának névadója is volt.
- Budapest XIV ker. Dózsa György út 32 sz. alatt Egészségügyi szakközép- és szakiskola viselte a nevét a hetvenes években.[11]
- A pusztaszabolcsi Mező Imre Termelőszövetkezet női kertészeti szocialista brigádja viselte a nevét.[12]